# Communauté de communes de la Vallée de la Suippe
Die Communauté de communes de la Vallée de la Suippe war ein französischer Gemeindeverband mit der Rechtsform einer Communauté de communes im Département Marne in der Region Grand Est. Sie wurde am 17. Oktober 2003 gegründet und umfasste sieben Gemeinden. Der Verwaltungssitz befand sich im Ort Bazancourt.

## Historische Entwicklung
Der Gemeindeverband wurde am 1. Januar 2017 mit den Communautés de communes Beine-Bourgogne, Rives de la Suippe, Nord Champenois, Fismes Ardre et Vesle, Champagne Vesle und Vesle et Coteaux de la Montagne de Reims sowie Teilen der Communauté de communes Ardre et Châtillonnais, zudem der Communauté d’agglomération Reims Métropole zur neu gegründeten Communauté urbaine du Grand Reims zusammengeschlossen.

## Ehemalige Mitgliedsgemeinden
1. Auménancourt
2. Bazancourt
3. Boult-sur-Suippe
4. Heutrégiville
5. Isles-sur-Suippe
6. Saint-Étienne-sur-Suippe
7. Warmeriville